# 日本語字幕
- 字幕 > 日本語字幕
- 映画｜テレビ番組｜ビデオグラム > 日本語字幕

日本語字幕（にほんごじまく）は、映画・テレビ番組等の音声や文字に付される、日本語の文字を使った字幕による翻訳・解説法である。

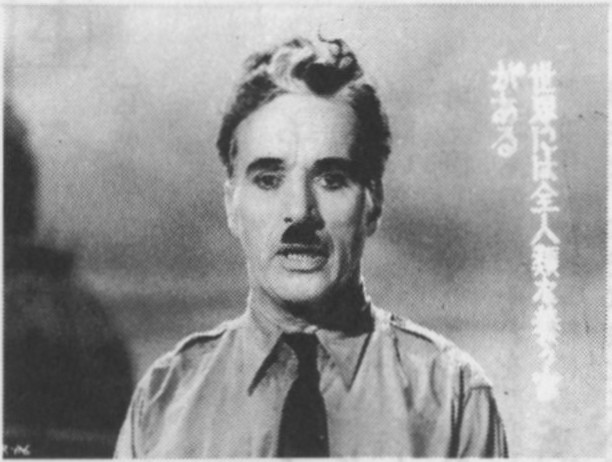
チャールズ・チャップリンの映画『独裁者』の日本語字幕

## 概要
外国語に限らず、日本語の作品についても付けられることがある。聴覚障害者の理解を助ける目的のほか、方言話者の出演時や、伝統芸能・古典芸能の上演時には、現代の標準語で字幕が表示されることがある。
バラエティー番組などで、文字にしたほうが面白い台詞、喧噪の中で聞き取りづらかった台詞を補足するため、あるいは笑いどころを強調するために入るテロップも、日本語字幕の一種と言える場合がある。
外国語音声の劇場用映画の場合、通常は台詞1秒に対して4文字以内、一度に表示される字幕は20文字までが基本。1行あたりの文字数は、かつては13字だったが現在では10字（例外もある）。簡単な挨拶程度の台詞の場合、字幕に出さないことが多い。なお、字幕では簡潔さがモットーとされるため、逐語訳にこだわることなく意訳を積極的に取り入れる必要があり、必ずしも原語の台詞に忠実な翻訳がなされないこともある。
1930年ごろにトーキー映画が主流となったアメリカ合衆国ハリウッドの映画界は、日本語の吹き替え版を制作して輸出しようしたものの、吹き替え版に広島出身者の日系二世が多く関わったために全編広島弁となってしまい、最終的に諦めて日本で字幕が作られるようになった、これが日本語字幕の始まりとされる。
1931年（昭和6年）に封切られた『モロッコ』が初の日本語字幕映画となった。
映画の日本語字幕には独特な字体が使われることも多く、それに似せたフォントは「シネマレター」などと呼ばれる。
2010年代以降、日本で劇場公開される映画はデジタルでの字幕作業や上映が主流となり、映画フィルムの字幕制作・加工を請け負う企業は減り、日本シネアーツ（外部リンク参照）のみとなっている。同社は、国立映画アーカイブなどに所蔵されている過去の作品に字幕をつける作業も手掛けている。

## 日本および世界各国での字幕の位置づけ
日本では海外の映画を劇場公開する場合、日本語の字幕つきで上映されるものが多い。一方、アメリカ合衆国、ドイツ、フランス、スペインなど吹き替えでの上映の割合が日本よりも多い国もある。吹き替えが当然という国の俳優が来日した際、自分の出演している映画の字幕上映に接すると、自らの生の声が他人の声に置き換えられてしまわずにそのまま観客に伝えられていることを知って、喜ぶケースが多々あるという。
アメリカ合衆国では字幕映画はヒットしないといわれたが、『ダンス・ウィズ・ウルブズ』はネイティブ・アメリカンの翻訳字幕があったにもかかわらずヒットした。外国映画は字幕つきにせず、英語の映画としてリメイクされることも多い。日本の映画のリメイクとしては『荒野の七人』『暴行』『ザ・リング』『THE JUON 呪怨』『Shall We Dance?』など。
2020年代に入ると、ストーミング動画などでアメリカ人の50％がコンテンツ視聴時間の大部分で字幕・キャプションを使用していることが判明した。理由として3つ挙げられ、1つ目として、TVの会話を理解することが遥かに難しくなっている、内蔵スピーカーが下部に配置されているため音声が聞きにくい、傾向と人口動態の変化によりSNSなどのSNS動画をスマホで見ながら育ち、公共の場で映画やドラマを視聴する機会が多い事があげられる。一昔前は、英語を母国語とする人は字幕作品を敬遠する傾向があるとも言われたが、こういった諸々の理由で、視聴者のなかで字幕・キャプションに対する抵抗が少なくなってきている傾向もある。
日本人が特に劇場公開作品で字幕を好む理由として、日本にテレビ放映される外国語の映画（主にゴールデンタイムの映画番組）やテレビドラマでは吹き替えが多いこともあって、「吹き替えはテレビ的である」と感じる人が多い点を指摘する声がある。もっとも近年では、『神戸新聞』の記事にも書かれているように、着実に吹き替えの需要が高まっている。それは2000年以降から場面の展開が早い、つまりカット数の多い映画作品が増えていったことが理由とされている。
また、海外俳優が日本語で発音する場合もわざわざ声優が吹き替えるということも起きてしまう。
上に挙げた国以外の海外では（例：スウェーデン、デンマーク、ノルウェー、オランダ、ポルトガル、ギリシャ等）、市場規模などから吹き替えでは採算が取れないこともあり、その国で広く使用される言語による字幕で放送・公開されるのが主流である。また中国では広東語映画に標準中国語（普通話）字幕がつけられたり、インド、イスラエル、フィンランド、ベルギー、ヨルダンなどの多言語国家では、二言語以上の字幕がつけられることも多い。
一般に、外国語で発せられる台詞を母国語に正確に翻訳した上で文字に起こそうとすると文章が長くなりがちであるが、日本の字幕翻訳の場合は制限文字数が定められており、1秒あたり或いは1行あたりにつき画面に出せる文字数は限られている。そのため「翻訳とは直訳であるべき」という立場から評価するならば、意訳を多用する字幕の翻訳精度には難があると言わざるを得ない。
それに対して吹替を好む人の多くは、やはり、文字数の制約が厳しい字幕スーパーでは吹き替えよりも情報量が少なくなってしまいストーリーが理解し難い、字幕スーパーでは字幕を読んでいると画面に集中出来ない、字幕に書かれた漢字を読むことができない、字幕の表示スピードについていけない、そもそも字幕を読むのが面倒、といった意見を持っていることが多い。
ただし、字幕に限らず、異なる言語を別の言語で完全に表現することはそもそも不可能なことである。訳文が如何に原語の台詞の大意を掴んでいるかという点では、直訳より意訳のほうが相応しい場合もある。また、一定の制約が課せられるという点は吹き替え翻訳に於いても同様であり、字幕か吹き替えかで翻訳の優劣を単純に判断することはできない。
現在、字幕訳への批判は、週刊誌やインターネットなどの民間でのみ行われており、翻訳学等の学問の上で議論されたことはない。その点において、字幕批判は専門家が介在しないアマチュアレベルでの論争であり、翻訳とは何か、正確性とは何かといった根本的な問題まで掘り下げた議論は今後の学者の手にかかっている。
表示される字幕のことを「字幕スーパー」「スーパー字幕」と言ったりするのは、「スーパーインポーズ」のことである。写真の多重焼き付け技術のことで、映像作品においては、画面に重ねて表示される形の字幕を言う。この方式が主流になる以前（無声映画の時代）には、画面が一旦ブラックアウトして字幕のみが表示される「中間字幕」形式があり、それに対して「スーパー字幕」という呼び方をしたのがこの呼称の発祥である。現代の映画界においては、字幕といえばスーパー字幕のことを指すのがほとんどだが、まれにレトロ感を出す演出として中間字幕が使用されることがある。

## 映画字幕の制作

### 輸入
映画のフィルムは、輸入にあたって他の輸入品同様に通関と呼ばれる政府機関によるチェックを受ける。映画の業界用語で「ツーカン」と呼ぶ。

### 翻訳
劇場映画と、ビデオ作品・海外ドキュメンタリーなどでは、翻訳の事情およびプロセス、社会的背景が非常に異なるため、以下で分離して示す。

#### 劇場映画
劇場映画の字幕をつけるにあたっては、現在では推敲の時間はあまり取られていない。最初のチェック・中間調整・最終確認の3回ほどで済ませてしまうことが多いとされる。ビデオテープやDVDに起こせば繰り返し観ることはできるが、輸入のあとの時間的制約（フィルムからディスクやテープに起こす時間がない）や海賊版の作成を避けるため、配給会社がそれを嫌うからである。このため、字幕翻訳には非常な集中力が要求される。原語の台本が手に入ればそれとつき合わせる形で（無い場合は稀にテープ起こしをすることもある）、どの台詞を字幕として訳すか（字数制限の問題もあるため）を検討する。これを「ハコガキ」と呼ぶ。
台詞内容のチェックが終わると、フィルムのオプチカル（35mmフィルムの横に記録されている、光学変調された音声トラック部分）を頼りに、役者のしゃべる台詞の秒数（コマ数×24が秒数：映写用フィルムは毎秒24コマ）を割り出し、日本語字幕に使用できる文字数を決めていく。これらの作業を「スポッティング」または「スパット」と呼ぶ。その際、フィルムには「ここからここまで字幕を入れる」というマーキングを、ダーマトグラフを用いて施す。
翻訳作業が終わると、これらの台詞に連番を振り、字幕を書く「字幕ライター」にまわす。通称「カキヤ」と呼ばれる字幕ライターは、先端を研いで加工したカラス口を使い専用の用紙にインクで、あの独特のタッチで文字を書いていく。間違えた場合は、紙をカッターナイフで削って修正する。こうして作成された原稿は、映画1本につき約1000枚ほどになる。のち、誤字が無いか校正も行なう。なおその際、字幕を縦書きにするか横書きにするかは、最終的には配給会社の判断による。
この用紙から35mmフィルムサイズに亜鉛の凸版を起こし、フィルム表面にキズを付けていく形で字幕をひとコマずつ“刻んで”いく。その際、凸版がフィルム面から剥がれやすいように「空気穴」と呼ばれる隙間をわざと作ったうえで、字幕文字は書かれるのが通例である。また近年では、データを元にレーザーでフィルム表面を短時間だけ“焼き切る”ことで字幕を刻む技術も開発され、実用化されている。
字幕が入れ終わったフィルムは「初号」（あるいは「ゼロ号」）と呼ばれ、関係者を集めて試写室で上映チェックが行なわれる。ここで初歩的な翻訳ミスが見つかる事もしばしばで、典型的なものとしては「男性の台詞が『女性しゃべり』（あるいはその逆：業界用語では「メスオスが違う」と呼ぶ）」、「または「兄弟違い(“brother”を「弟」と訳したら出てきたのが「兄」だった、等)」といったミスが発覚することがある。「初号」フィルムに問題が無ければ、これをマスターとして上映館用の映写用プリントフィルムを複製し、作業は完了である。
映画字幕を本業として現役で活躍している翻訳者は、日本全体で十数人と言われ、そのほとんどが英語の和訳専門である。通訳・書籍の翻訳などを本業とする者が副業的に少数の映画字幕を担当することもしばしばあり、特に英語以外の言語では当該国の研究家など翻訳を専業としない専門家が映画字幕を担当することも多く、これら1度でも映画字幕を担当したことのある者を含めるとずっと多い。全国のスクリーン数には上限があるので、数日で1本を仕上げてしまえるプロフェッショナルの翻訳家が10人いれば、劇場公開される映画のほとんどが間に合ってしまうということである。また、有名な字幕翻訳家が多数のスタッフを抱えて分業体制で処理している、ということはないとされる。
日本国外の映画の日本語字幕については、常に批判がつきまとう対象となっている。原語のヒアリングができる者が映画を観ていると、「原義と異なることを言っている」ことが分かるケースがままある。また原語のヒアリングはできないが、日本語吹き替え版と原語音声字幕版を両方を観ている者は「吹き替え版と異なる事を述べている」ことに気付くケースも少なくない。ただし、これを単純に誤訳だとして糾弾するには、やや問題がある。そもそも、一定時間内に観客が読みきれる字幕の字数には限りがあるため、早口の台詞などはその過半を切って、エッセンスだけを抽出することになる。また語呂合わせやジョークの類いは、そのまま翻訳することが原理的に不可能である。加えて、日本人には知られていないが、映画の製作元の国の人々にはよく知られているローカルなカルチャーに関する台詞の場合、そのまま翻訳しても、日本人の多数には理解ができない。そのためどうしても、その人物の台詞を日本の文化の中でまず置き換え、再構築するという作業が必要になってくる。日本語字幕の第一人者である清水俊二はこれをして、「映画字幕は翻訳ではない」とまで表現している。
ただし、上述のような短期間で仕上げるタイプの仕事が日本語字幕の「やりかた」として定着してしまっているためか、専門的な知識が必要になるような映画ではとんでもない誤訳が見られることがある。もちろん専門家に確認を取る翻訳者も多いが、さりげなく出てくるような用語や慣用句などで見落としと思える例が散見される。また原作つきの映画などでは、映画のシーンだけを見て訳すと、原著の内容からは明らかにあり得ないような事実関係を提示してしまう例もある。このほか、翻訳という特殊技能を必要とする作業を少人数・短期間で行う以上、ケアレスミスが残ってしまうことも珍しくない。

#### ビデオ作品など
この場合には、映画と異なり繰り返しチェックできる。また、画面の隅に時間経過を示すカウンターが入る。劇場未公開の映画や、海外ドキュメンタリー番組などの翻訳は、劇場映画のそれより遙かに多い。また、近年のレンタルビデオ店の増加や、さらには最近の多チャンネル化によって、こういった翻訳の需要は増大しつつある。このようなタイプの仕事をこなしている字幕翻訳者は、日本全体で約数百名いると考えられる。ただし兼業・在宅翻訳家なども多く、正確な数は分からない。
語学系統の専門学校の中には、字幕翻訳の専門コースを設けているところもあるが、劇場映画の翻訳者として華々しくスクリーンに名を載せることができる人物は上記のように非常に少なく、学校出でその座を占めることは不可能に近い。ただしビデオ作品などの翻訳は、在宅でも行なうことができるという利点もある。
また劇場映画でも共通であるが、インド映画などの場合でも、英語しかできない翻訳者が訳すことがままある。この場合、配給会社が用意した英語訳の台本があり、それを参考にしながら日本語字幕を起こすことになる。映画翻訳が語学力の問題ではなく、国語力の問題であるといわれる所以である。映画字幕翻訳においては、どのシーンでどのようなことを、どういった感情をこめて喋っているかを適切に読み取り、数秒間だけ表示される字幕にいかにして取り込むかが、なによりも肝要である。単に英語の翻訳家の方が安く・簡単に手配できるという面もあるが、日本語字幕特有の表現力を身につけている人を探すのに、英語以外の言語より英語の方が簡単に見つかるという事情もある。ただし、中国映画を日本語に訳すときなどには、中国語に存在する敬語表現が、それをうまく取り入れられない英語などの言語を通過することになり、映画やドラマの雰囲気を伝えきれないなどの問題もある。単に英語で鑑賞するだけであれば問題ないレベルとは言えるが、背景をいくばくか共有する文化圏の映画に親しむに際し、本来の言葉が持ち合わせているニュアンスが失われることは必然とは言えない。そのため、制作費用と期間に余裕がある場合には、両方の言語を習得している人物のチェックが入ることになる。

### 制作のおおまかな流れ
映画とビデオなどの相違、あるいは制作会社などによってそれぞれ、まったく異なるため注意が必要である。